# Polhillia involucratum
Polhillia involucratum är en ärtväxtart som först beskrevs av Carl Peter Thunberg, och fick sitt nu gällande namn av B.-e.van Wyk och Anne Lise Schutte. Polhillia involucratum ingår i släktet Polhillia och familjen ärtväxter. Inga underarter finns listade i Catalogue of Life.